# Runcinida elioti
Runcinida elioti is een slakkensoort uit de familie van de Runcinidae. De wetenschappelijke naam van de soort werd voor het eerst geldig gepubliceerd in 1937 door Baba.